# Marie Wagner
Pour les articles homonymes, voir Wagner.
Marie Wagner (2 février 1883 à Freeport, New York – 30 mars 1975) est une joueuse de tennis américaine du début du XXe siècle.
Elle a notamment été finaliste en simple dames à l'US Women's National Championship en 1914, battue par Mary Kendall Browne.
Elle est membre du International Tennis Hall of Fame depuis 1969.

## Palmarès (partiel)

### Finale en simple dames
| No | Date       | Nom et lieu du tournoi                  | Catégorie | Surface      | Vainqueure          | Score         |          |
| -- | ---------- | --------------------------------------- | --------- | ------------ | ------------------- | ------------- | -------- |
| 1  | 08-06-1914 | US National Championships, Philadelphie | G. Chelem | Gazon (ext.) | Mary Kendall Browne | 6-2, 1-6, 6-1 | Parcours |

## Parcours en Grand Chelem (partiel)
Si l’expression « Grand Chelem » désigne classiquement les quatre tournois les plus importants de l’histoire du tennis, elle n'est utilisée pour la première fois qu'en 1933, et n'acquiert la plénitude de son sens que peu à peu à partir des années 1950.

### En simple dames
| Année | - | - | Championnat de France | Championnat de France | Wimbledon | Wimbledon | US National | US National  |
| 1914  | - | - | -                     | -                     | -         | -         | Finale      | Mary Kendall |

À droite du résultat, l’ultime adversaire.